# Francisco Calvo Serraller
Francisco Calvo Serraller (ur. 19 kwietnia 1948 w Madrycie, zm. 16 listopada 2018 tamże) – hiszpański historyk i krytyk sztuki, eseista i wykładowca uniwersytecki. Jego praca naukowa koncentrowała się wokół malarstwa hiszpańskiego z XIX i XX w. W latach 1993–1994 był dyrektorem Muzeum Prado, a od 2001 członkiem Królewskiej Akademii Sztuk Pięknych św. Ferdynanda. 

## Publikacje
- España, medio siglo de arte de vanguardia (1985)
- El arte visto por los artistas (1987)
- Vanguardia y tradición en el arte español contemporáneo (1989)
- La novela del artista (1991)
- Enciclopedia del arte español del siglo XX (1992)
- Breve historia del Museo del Prado (1994)
- La imagen romántica de España. Arte y arquitectura del siglo XIX (1995)
- El Greco (1995)
- Las Meninas de Velázquez (1996)
- Columnario. Reflexiones de un crítico de arte (1998)
- Libertad de exposición. Una historia del arte diferente (2000)
- El arte contemporáneo (2001)
- Los géneros de la pintura (2005)